# Ora Kedem
Ora Kedem (hébreu : אורה קדם), née en 1924 à Vienne, est une chimiste israélienne, professeure émérite de chimie physique à l'Institut Weizmann et lauréate du prix Israël de sciences. Ses recherches portent notamment sur les processus de transport des membranes biologiques et polymériques ainsi que sur les procédés de désalinisation des eaux de mer.

## Biographie
Ora Kedem fuit le nazisme en Autriche et émigre en novembre 1940 en Palestine mandataire, en actuel Israël. Elle étudie la chimie à l'université hébraïque de Jérusalem et obtient un doctorat à l'Institut Weizmann en 1953. Avec le spécialiste de chimie physique Aharon Katchalsky, elle publie des travaux fondamentaux d'analyse du comportement des membranes biologiques dans le cadre de la thermodynamique des processus irréversibles. En 1970, elle devient professeure ordinaire (min ha-minyan) à la chaire de recherche sur les polymères de l'Institut Weizmann. En 1947, elle fonde le département de recherche sur les membranes, dont elle est directrice durant plusieurs années.
En 1961, elle est récompensée du prix Israël pour ses travaux dans le domaine des sciences de la vie. En 2005, elle est élue membre de l'Académie nationale d'ingénierie des États-Unis. Elle est cofondatrice de l'université Ben-Gourion du Néguev. En 2007, elle devient docteur honoris causa de l'université de Twente aux Pays-Bas.

## Publications
- (en) O. Kedem et A. Katchalsky, « Thermodynamic analysis of the permeability of biological membranes to non-electrolytes », Biochim. Biophys. Acta, no 27,‎ 1958, p. 229–246 (DOI 10.1016/0006-3002(58)90330-5).
- (en) O. Kedem et S. Roy Caplan, « Degree of coupling and its relation to efficiency in energy conversion », Transactions of the Faraday Society, no 61,‎ 1965, p. 1897–1911.
- (en) C. Linder et O. Kedem, « Asymmetric ion exchange mosaic membranes with unique selectivity », Journal of Membrane Science, no 181,‎ 2001, p. 39–56.